# Air Armenia
Air Armenia (Armeens: Էյր Արմենիա» ՓԲԸ) was een Armeense luchtvaartmaatschappij met haar thuisbasis in Jerevan (Luchthaven Zvartnots). Zij voert passagiers-, vracht- en chartervluchten uit naar Rusland en omringende landen.

## Geschiedenis
Air Armenia is opgericht in 2003 door Globe Travel en Armenian Airlines.

## Diensten
Air Armenia vloog naar:
Astrachan, Jerevan, Saratov, Zaporozhe

## Vloot
De vloot van Air Amenia bestond uit:
- 2 Antonov An-12BP
- 3 Airbus A320